# Preolímpico de Concacaf de 1972
El Preolímpico de Concacaf de 1972 fue el torneo clasificatorio de fútbol de América del Norte, América Central y el Caribe para los Juegos Olímpicos de Múnich 1972.
Las selecciones calificadas fueron México y Estados Unidos.

## Equipos participantes
| Equipos participantes | Equipos participantes | Equipos participantes | Equipos participantes |
| --------------------- | --------------------- | --------------------- | --------------------- |
| Antillas Neerlandesas | Barbados              | Bermudas              | Canadá                |
| Costa Rica            | Estados Unidos        | El Salvador           | Guayana Neerlandesa   |
| Guatemala             | Jamaica               | México                | Panamá                |

- En cursiva las selecciones que participan por primera vez.

## Fase de grupos

### Grupo 1
| Equipo   | Pts. | PJ | PG | PE | PP | GF | GC | Dif |
| -------- | ---- | -- | -- | -- | -- | -- | -- | --- |
| México   | 6    | 4  | 3  | 0  | 1  | 6  | 1  | 5   |
| Canadá   | 5    | 4  | 2  | 1  | 1  | 5  | 2  | 3   |
| Bermudas | 1    | 4  | 0  | 1  | 3  | 1  | 9  | -8  |

| 23 de mayo de 1971 | Bermudas | 0:2 (0:1) | México        | Estadio Nacional, Hamilton     |                                |
|                    |          |           | Manzo 25' 50' | Asistencia: 5 000 espectadores | Asistencia: 5 000 espectadores |

| 30 de mayo de 1971 | Bermudas | 0:3 (0:1) | Canadá                                  | Estadio Nacional, Hamilton     |                                |
|                    |          |           | Zanatta 8' · Parsons 52' · Schepers 90' | Asistencia: 1 500 espectadores | Asistencia: 1 500 espectadores |

| 8 de junio de 1971 | México   | 1:0 (1:0) | Canadá | Estadio Azteca, Ciudad de México                          |                                                           |
|                    | Rico 36' |           |        | Asistencia: 30 000 espectadores Árbitro(s): Franz Figaroa | Asistencia: 30 000 espectadores Árbitro(s): Franz Figaroa |

| 13 de junio de 1971 | Canadá       | 1:1 (1:0) | Bermudas    | Varsity Stadium, Toronto                                  |                                                           |
|                     | Schepers 21' |           | Bragman 50' | Asistencia: 3 103 espectadores Árbitro(s): Michael Wuertz | Asistencia: 3 103 espectadores Árbitro(s): Michael Wuertz |

| 18 de junio de 1971 | México                             | 3:0 (1:0) | Bermudas | Estadio Azteca, Ciudad de México                             |                                                              |
|                     | Real 29' · Manzo 52' · Cuéllar 89' |           |          | Asistencia: 10 000 espectadores Árbitro(s): Toros Kibritjian | Asistencia: 10 000 espectadores Árbitro(s): Toros Kibritjian |

| 24 de agosto de 1971 | Canadá     | 1:0 (0:0) | México | Empire Stadium, Vancouver                                     |                                                               |
|                      | Ellett 74' |           |        | Asistencia: 4 500 espectadores Árbitro(s): Norville O'Donnell | Asistencia: 4 500 espectadores Árbitro(s): Norville O'Donnell |

### Grupo 2
Jugado en Ciudad de Guatemala.
| Equipo              | Pts. | PJ | PG | PE | PP | GF | GC | Dif |
| ------------------- | ---- | -- | -- | -- | -- | -- | -- | --- |
| Guatemala           | 5    | 4  | 2  | 1  | 1  | 9  | 5  | 4   |
| Guayana Neerlandesa | 5    | 4  | 2  | 1  | 1  | 7  | 6  | 1   |
| Panamá              | 2    | 4  | 1  | 0  | 3  | 6  | 11 | -5  |

| 18 de abril de 1971 | Guatemala                     | 4:1 (2:1) | Panamá     | Estadio Mateo Flores, Ciudad de Guatemala               |                                                         |
|                     | Fión 2' 82' · Mendoza 12' 67' |           | Pinillo 4' | Asistencia: 25 000 espectadores Árbitro(s): Raúl Osorio | Asistencia: 25 000 espectadores Árbitro(s): Raúl Osorio |

| 22 de abril de 1971 | Guayana Neerlandesa                | 3:0 (1:0) | Panamá | Estadio Mateo Flores, Ciudad de Guatemala                |                                                          |
|                     | Vanenburg 25' 61' · Purperhart 63' |           |        | Asistencia: 7 000 espectadores Árbitro(s): Eladio Sibaja | Asistencia: 7 000 espectadores Árbitro(s): Eladio Sibaja |

| 25 de abril de 1971 | Guatemala       | 2:2 (1:1) | Guayana Neerlandesa            | Estadio Mateo Flores, Ciudad de Guatemala                       |                                                                 |
|                     | Pennant 35' 49' |           | Vanenburg 43' · Purperhart 89' | Asistencia: 25 000 espectadores Árbitro(s): Jorge Rafael Chacón | Asistencia: 25 000 espectadores Árbitro(s): Jorge Rafael Chacón |

| 27 de abril de 1971 | Panamá                            | 4:1 (2:0) | Guayana Neerlandesa | Estadio Mateo Flores, Ciudad de Guatemala |                           |
|                     | Vásquez 5' 62' 82' · de Bello 43' |           | Schal 50'           | Árbitro(s): Icar Lawrence                 | Árbitro(s): Icar Lawrence |

| 30 de abril de 1971 | Guayana Neerlandesa  | 1:0 (0:0) | Guatemala | Estadio Mateo Flores, Ciudad de Guatemala |                           |
|                     | Vanenburg 60' (pen.) |           |           | Árbitro(s): Efrén Aguilar                 | Árbitro(s): Efrén Aguilar |

| 2 de mayo de 1971 | Panamá      | 1:3 (1:3) | Guatemala                      | Estadio Mateo Flores, Ciudad de Guatemala |                            |
|                   | Vásquez 32' |           | Salazar 21' · Sandoval 24' 35' | Árbitro(s): Javier Galindo                | Árbitro(s): Javier Galindo |

### Grupo 3
| Equipo         | Pts. | PJ | PG | PE | PP | GF | GC | Dif |
| -------------- | ---- | -- | -- | -- | -- | -- | -- | --- |
| El Salvador    | 6    | 4  | 2  | 2  | 0  | 9  | 4  | 5   |
| Estados Unidos | 6    | 4  | 2  | 2  | 0  | 8  | 3  | 5   |
| Barbados       | 0    | 4  | 0  | 0  | 4  | 3  | 13 | -10 |

| 18 de julio de 1971 | Estados Unidos | 1:1 (1:0) | El Salvador | Hialeah Stadium, Miami    |                           |
|                     | Carenza 3'     |           | Polío 55'   | Árbitro(s): David Parsons | Árbitro(s): David Parsons |

| 21 de julio de 1971 | Barbados | 0:3 (0:1) | El Salvador                          | Estadio Nacional, Bridgetown                             |                                                          |
|                     |          |           | Coreas 10' · Peñate 53' · Búcaro 63' | Asistencia: 5 239 espectadores Árbitro(s): Roy Bracewell | Asistencia: 5 239 espectadores Árbitro(s): Roy Bracewell |

| 25 de julio de 1971 | Estados Unidos  | 3:0 (2:0) | Barbados | Hialeah Stadium, Miami                                   |                                                          |
|                     | Gay 10' 40' 68' |           |          | Asistencia: 420 espectadores Árbitro(s): Arturo Yamasaki | Asistencia: 420 espectadores Árbitro(s): Arturo Yamasaki |

| 28 de julio de 1971 | El Salvador                                       | 4:2 (1:0) | Barbados                      | Estadio Flor Blanca, San Salvador                           |                                                             |
|                     | Valencia 37' 81' (pen.) · Peñate 53' · Búcaro 86' |           | Clarke 49' (pen.) · Bryan 55' | Asistencia: 17 341 espectadores Árbitro(s): Ernesto Canessa | Asistencia: 17 341 espectadores Árbitro(s): Ernesto Canessa |

| 15 de agosto de 1971 | El Salvador  | 1:1 (1:1) | Estados Unidos | Estadio Flor Blanca, San Salvador      |                                        |
|                      | Búcaro 45+2' |           | Hernández 32'  | Árbitro(s): Alfonso González Archundia | Árbitro(s): Alfonso González Archundia |

| 22 de agosto de 1971 | Barbados    | 1:3 (1:0) | Estados Unidos                        | Estadio Nacional, Bridgetown                              |                                                           |
|                      | Goddard 25' |           | Carenza 48' · Demling 66' · Trost 70' | Asistencia: 3 786 espectadores Árbitro(s): Carmil Amarica | Asistencia: 3 786 espectadores Árbitro(s): Carmil Amarica |

#### Desempate
| 19 de septiembre de 1971 | Estados Unidos                                | 1:1 (0:0, 0:0) (1:1 t. s.)(5:4 p.) | El Salvador                                    | Estadio Nacional, Kingston                                       |                                                                  |
|                          | Carenza 94'                                   |                                    | Valencia 112'                                  | Asistencia: 4 000 espectadores Árbitro(s): Abel Aguilar Elizalde | Asistencia: 4 000 espectadores Árbitro(s): Abel Aguilar Elizalde |
|                          |                                               | Tiros desde el punto penal         |                                                |                                                                  |                                                                  |
|                          | - Bahr - Carenza - Bocwinski - Trost - Stemke |                                    | - Valencia - Zapata - Peñate - Castro - Coreas |                                                                  |                                                                  |

### Grupo 4
| Equipo                | Pts.   | PJ     | PG     | PE     | PP     | GF     | GC     | Dif    |
| --------------------- | ------ | ------ | ------ | ------ | ------ | ------ | ------ | ------ |
| Jamaica               | 3      | 2      | 1      | 1      | 0      | 3      | 1      | +2     |
| Antillas Neerlandesas | 1      | 2      | 0      | 1      | 1      | 1      | 3      | -2     |
| Costa Rica            | Retiro | Retiro | Retiro | Retiro | Retiro | Retiro | Retiro | Retiro |

| 29 de mayo de 1971 | Jamaica                 | 2:1 (1:0) | Antillas Neerlandesas | Estadio Nacional, Kingston        |                                   |
|                    | Blair 2' · Campbell 47' |           | Martijn 70'           | Árbitro(s): Waldi Andrew Hofwijks | Árbitro(s): Waldi Andrew Hofwijks |

| 24 de julio de 1971, 20:00 | Antillas Neerlandesas | 1:1 (1:0) | Jamaica      | Estadio del Rif, Willemstad    |                                |
|                            | Toppenberg 25'        |           | Campbell 69' | Árbitro(s): Norville O'Donnell | Árbitro(s): Norville O'Donnell |

## Ronda final
| Equipo         | Pts. | PJ | PG | PE | PP | GF | GC | Dif |
| -------------- | ---- | -- | -- | -- | -- | -- | -- | --- |
| México         | 8    | 6  | 3  | 2  | 1  | 12 | 6  | 6   |
| Estados Unidos | 7    | 6  | 2  | 3  | 1  | 10 | 9  | 1   |
| Guatemala      | 5    | 6  | 2  | 1  | 3  | 3  | 7  | -4  |
| Jamaica        | 4    | 6  | 1  | 2  | 3  | 3  | 8  | -5  |

| 16 de enero de 1972 | Jamaica     | 1:1 (0:0) | Estados Unidos | Estadio Nacional, Kingston                              |                                                         |
|                     | Barrett 50' |           | Roboostoff 52' | Asistencia: 4 372 espectadores Árbitro(s): Eugene Rudge | Asistencia: 4 372 espectadores Árbitro(s): Eugene Rudge |

| 23 de enero de 1972 | México             | 1:1 (1:1) | Estados Unidos | Estadio Jalisco, Guadalajara                           |                                                        |
|                     | Cuéllar 31' (pen.) |           | Carenza 23'    | Asistencia: 6 893 espectadores Árbitro(s): John Davies | Asistencia: 6 893 espectadores Árbitro(s): John Davies |

| 9 de abril de 1972 | Guatemala   | 1:0 (1:0) | Jamaica | Estadio Mateo Flores, Ciudad de Guatemala                 |                                                           |
|                    | Morales 35' |           |         | Asistencia: 25 000 espectadores Árbitro(s): Efrén Aguilar | Asistencia: 25 000 espectadores Árbitro(s): Efrén Aguilar |

| 13 de abril de 1972 | México                                 | 4:0 (2:0) | Jamaica | Estadio Universitario, Ciudad de México |                                   |
|                     | Cuéllar 30' · Manzo 40' · Razo 50' 55' |           |         | Árbitro(s): José Roberto Enriquez       | Árbitro(s): José Roberto Enriquez |

| 16 de abril de 1972 | Guatemala                             | 3:2 (1:1) | Estados Unidos         | Estadio Mateo Flores, Ciudad de Guatemala              |                                                        |
|                     | Mijangos 24' 52' · Álvarez 59' (pen.) |           | Hamm 37' · Carenza 80' | Asistencia: 26 941 espectadores Árbitro(s): Wim Jacott | Asistencia: 26 941 espectadores Árbitro(s): Wim Jacott |

| 25 de abril de 1972 | Estados Unidos | 2:1 (1:0) | Guatemala   | Hialeah Stadium, Miami                                  |                                                         |
|                     | Seerey 27' 64' |           | Morales 67' | Asistencia: 3 672 espectadores Árbitro(s): Miguel Lépiz | Asistencia: 3 672 espectadores Árbitro(s): Miguel Lépiz |

| 29 de abril de 1972 | Jamaica | 0:0 | Guatemala | Estadio Nacional, Kingston                              |  |
|                     |         |     |           | Asistencia: 8 000 espectadores Árbitro(s): Eugene Rudge |  |

| 7 de mayo de 1972 | Jamaica   | 1:0 (0:0) | México | Estadio Nacional, Kingston |                          |
|                   | Mason 48' |           |        | Árbitro(s): Felix Fingal   | Árbitro(s): Felix Fingal |

| 10 de mayo de 1972 | Estados Unidos | 2:2 (1:1) | México                      | Kezar Stadium, San Francisco                              |                                                           |
|                    | Seerey 41' 54' |           | Cuéllar 12' · Hernández 62' | Asistencia: 12 687 espectadores Árbitro(s): Eladio Sibaja | Asistencia: 12 687 espectadores Árbitro(s): Eladio Sibaja |

| 14 de mayo de 1972 | Estados Unidos              | 2:1 (2:0) | Jamaica   | St. Louis Soccer Park, San Luis                             |                                                             |
|                    | Hernández 22' · Carenza 35' |           | Mason 52' | Asistencia: 4 598 espectadores Árbitro(s): Werner Winsemann | Asistencia: 4 598 espectadores Árbitro(s): Werner Winsemann |

| 21 de mayo de 1972 | Guatemala | 1:2 (0:1) | México               | Estadio Mateo Flores, Ciudad de Guatemala                   |                                                             |
|                    | Morán 70' |           | Peña 23' · Reyes 57' | Asistencia: 50 000 espectadores Árbitro(s): Carlos Cedillos | Asistencia: 50 000 espectadores Árbitro(s): Carlos Cedillos |

| 28 de mayo de 1972 | México                                        | 3:1 (3:0) | Guatemala | Estadio Toluca 70, Toluca de Lerdo                         |                                                            |
|                    | del Campo 7' · Cuéllar 21' (pen.) · Manzo 38' |           | Hall 46'  | Asistencia: 50 000 espectadores Árbitro(s): Luis Villarejo | Asistencia: 50 000 espectadores Árbitro(s): Luis Villarejo |

|                           |
| Bandera de México         |
| Campeón México 2.º título |

## Calificados
| Bandera de México | Bandera de Estados Unidos |
| México            | Estados Unidos            |
| 1.° puesto        | 2.° puesto                |

## Estadísticas
| Pos. | Equipo                | Pts | PJ | PG | PE | PP | GF | GC | Dif. | Rend. |
| ---- | --------------------- | --- | -- | -- | -- | -- | -- | -- | ---- | ----- |
| 1    | México                | 14  | 10 | 6  | 2  | 2  | 18 | 7  | 11   | 70%   |
| 2    | Estados Unidos        | 14  | 11 | 4  | 6  | 1  | 18 | 12 | 6    | 63.6% |
| 3    | Guatemala             | 10  | 10 | 4  | 2  | 4  | 12 | 12 | 0    | 50%   |
| 4    | Jamaica               | 7   | 8  | 2  | 3  | 3  | 6  | 9  | -3   | 43.8% |
| 5    | El Salvador           | 7   | 5  | 2  | 3  | 0  | 10 | 5  | 5    | 70%   |
| 6    | Canadá                | 5   | 4  | 2  | 1  | 1  | 5  | 2  | 3    | 62.5% |
| 7    | Guayana Neerlandesa   | 5   | 4  | 2  | 1  | 1  | 7  | 6  | 1    | 62.5% |
| 8    | Panamá                | 2   | 4  | 1  | 0  | 3  | 6  | 11 | -5   | 25%   |
| 9    | Antillas Neerlandesas | 1   | 2  | 0  | 1  | 1  | 1  | 3  | -2   | 25%   |
| 10   | Bermudas              | 1   | 4  | 0  | 1  | 3  | 1  | 9  | -8   | 25%   |
| 12   | Barbados              | 0   | 4  | 0  | 0  | 4  | 3  | 13 | -10  | 25%   |